# الكونت لوكانور

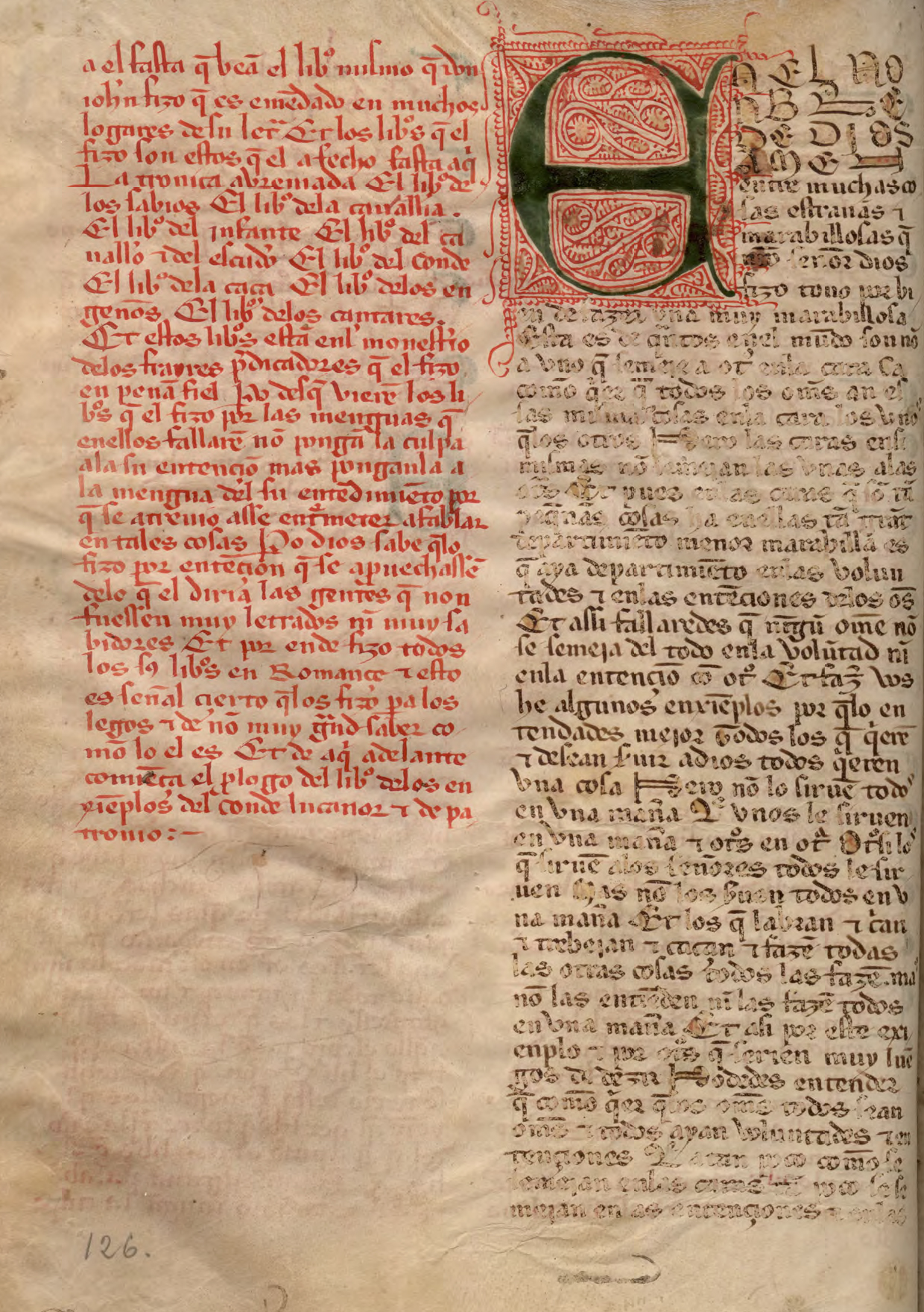
بداية الكونت لوكانور. مخطوطة من القرن الرابع عشر إلى الخامس عشر.

الكونت لوكانور هو عمل سردي من الأدب القشتالي في العصور الوسطى كُتب بين عامي 1331 و1335 بواسطة دون خوان مانويل، أمير بليانة وحفيد الملك فرديناند الثالث ملك قشتالة. عنوانه الكامل والأصلي باللغة القشتالية في العصور الوسطى هو كتاب الأمثلة للكونت لوكانور ولباترونيو.
الكتاب مكون من خمس أجزاء، والأكثر شهرة منها هو سلسلة من 51 مثالًا أو قصصًا أخلاقية مأخوذة من مصادر متنوعة، مثل إيسوب وغيره من الكلاسكيات، وكذلك من القصص التقليدية العربية. قصة "حكاية عميد سانتياغو والساحر من توليدو" (القصة الحادية عشرة) تشبه القصص التقليدية اليابانية، وقصة امرأة تدعى دونا تروهانا (القصة السابعة)— وهي "حكاية بائعة اللبن" ولكنها معدلة قليلاً— تم التعرف عليها من قبل ماكس مولر على أنها نشأت في دورة القصص الهندية بانشاتانترا.
هناك احتمالات أن جزءًا من كتاب "الكونت لوكانور" قد كتب في قلعة مولينا سيكا، التي تعرف اليوم بمولينا دي سيجورا، في مورسيا. في الفترة التي كُتب فيها الكتاب، كانت البلدة المحصنة والمسوَّرة جزءًا أملاك إنفانتي خوان مانويل، حيث كان يقضي بعض الوقت هناك. تكمن أهمية الموقع في قربه من العاصمة مورسيا، حيث كان يقع على مسافة قصيرة منها على الطريق المؤدي إلى المدينة. وقد خاض دون خوان مانويل معارك حامية من أجل الأستيلاء عليها، في حين كانت عائلة فاجاردو تطمح أيضًاإلى امتلاك بلدة مولينا.
الهدف التعليمي والأخلاقي هو السمة البارزة في الكتاب. يبدأ الكونت لوكانور المحادثة مع مستشاره باترونيو، مطرحًا له مشكلة ما ("رجل قدم لي عرضًا..." أو "أخشى أن شخصًا ما يحاول") ويطلب منه النصيحة لحلها. يرد باترينو دائمًا بتواضع كبير، مؤكدًا أنه ليس من الضروري أن يعطي نصيحة لشخص مثل الكونت، لكنه يقدم له قصة منها يمكنه استخلاص درس يساعده في حل مشكلته. تتمحور القصص حول الأمثلة، وهو نوع راسخ في التقليد الأدبي الوسطي.
كل فصل ينتهي تقريبًا بنفس الطريقة، مع بعض الاختلافات الصغيرة: "وفهم دون خوان أن هذه الأمثلة كانت جيدة جدًا، فأمر بكتابتها في هذا الكتاب، وصنع هذه الأبيات التي تحمل حكم الأمثلة. وتقول الأبيات هكذا "يغلق الكتاب بشكل يلخص العبرة من القصة. بعد ذلك، يأتي في كل نهاية قصة عبارة غريبة: "وقصة هذا المثال هي التي تلي". يصعب تفسير ذلك، نظرًا لعدم وجود ما يأتي بعد ذلك الجزء. يزعم الكُتاب مثل جوزيه مانويل بليكوا أن هذا قد يكون بسبب إشارته إلى صورة صغيرة(منمنمة) يجب أن تكون موجودة في المخطوطة الأصلية، حيث تم التقاط السرد السابق.

### فهرس وعنوان كل قصة أو مثال
- مقدمة
- القصة الأولى: ما حدث للملك ووزيره
- القصة الثانية: ما حدث للرجل الصالح مع ابنه
- القصة الثالثة: ماذا حدث للملك ريتشارد ملك إنجلترا عندما قفز في البحر لمحاربة المغاربة
- القصة الرابعة: ما قاله جنوفي عند موته إلى روحه
- القصة الخامسة: ماذا حدث للثعلب مع الغراب وفي منقاره قطعة الجبن
- القصة السادسة: ما حدث للسنونو عندما رأت الطيور الأخرى عند زراعة الكتان
- القصة السابعة: ما حدث لامرأة تدعى دونا تروهانا
- القصة الثامنة: ما حدث لرجل كان يجب تنظيف كبده
- القصة التاسعة: ما حدث للفرسين مع الأسد
- القصة العاشرة: ما حدث لرجل أكل الترمس من شدة الفقر وقلة الطعام
- القصة الحادية عشرة: ما حدث لعميد سانتياغو مع دون إيلان، ساحر توليدو
- القصة الثانية عشرة: ما حدث للثعلب مع الديك
- القصة الثالثة عشرة: ما حدث للرجل الذي كان يصطاد الحجل
- القصة الرابعة عشرة: المعجزة التي قام بها القديس دومينيك عندما خطب في جنازة تاجر
- القصة الخامسة عشرة: ما حدث لدون لورينزو سواريز في حصار إشبيلية
- القصة السادسة عشر: الرد الذي قدمه الكونت فرنان غونزاليس إلى نونيو لاينيز، قريبه
- القصة السابعة عشرة: ما حدث لرجل مع آخر دعاه إلى الطعام
- القصة الثامنة عشرة: ماذا حدث للدون بيدرو ميلينديز دي فالديس عندما كسرت ساقه
- القصة التاسعة عشرة: ما حدث للغربان مع البوم
- القصة العشرون: ما حدث لملك مع رجل قال له إنه يعرف كيف يصنع الذهب
- القصة الحادية والعشرون: ما حدث لملك شاب مع فيلسوف أوصاه به والده
- القصة الثانية والعشرون: ماذا حدث للأسد والثور
- القصة الثالثة والعشرون: ماذا يفعل النمل ليبقى على قيد الحياة
- القصة الرابعة والعشرون: ماذا حدث للملك الذي أراد أن يختبر أبناءه الثلاثة
- القصة الخامسة والعشرون: ماذا حدث لكونت بروفانس مع صلاح الدين الأيوبي الذي كان سلطان بابل
- القصة السادسة والعشرون: ماذا حدث لشجرة الأكاذيب
- القصة السابعة والعشرون: ماذا حدث للإمبراطور وألفار فانيز مينايا مع زوجاتهم
- القصة الثامنة والعشرون: ماذا حدث للدون لورينزو سواريز غاليناتو
- القصة التاسعة والعشرون: ماذا حدث للثعلب الذي استلقى في الشارع وتظاهر بأنه ميت
- القصة الثلاثون: ماذا حدث للملك أبينابت ملك إشبيلية مع زوجته رومايكويا
- القصة الحادية والثلاثون: ماذا حدث بين الشرائع والفرنسيسكان في باريس
- القصة الثانية والثلاثون: ماذا حدث لملك مع الساخرين الذين صنعوا القماش
- القصة الثالثة والثلاثون: ماذا حدث لصقر الشاهد دون مانويل مع طائر اللقلق والنسر
- القصة الرابعة والثلاثون: ماذا حدث للأعمى الذي كان يحمل آخر
- القصة الخامسة والثلاثون: ماذا حدث للشاب الذي تزوج من فتاة متمردة جداً
- القصة السادسة والثلاثون: ما حدث للتاجر الذي وجد زوجته وابنه نائمين معًا
- القصة السابعة والثلاثون: الرد الذي قدمه الكونت فرنان غونزاليس لأتباعه بعد معركة هاسيناس
- القصة الثامنة والثلاثون: ما حدث لرجل كان محملاً بالأحجار الكريمة وغرق في النهر
- القصة التاسعة والثلاثون: ما حدث لرجل مع السنونو والعصافير
- القصة الأربعون: أسباب خسارة روح جنرال كاركاسونا
- القصة الحادية والأربعون: ماذا حدث لملك قرطبة يدعى الحقن
- القصة الثانية والأربعون: ماذا حدث للشيطان مع امرأة متظاهرة بالتقوى
- القصة الثالثة والأربعون: ماذا حدث للخير مع الشر والعاقل مع المجنون
- القصة الرابعة والأربعون: ماذا حدث لدون بيدرو روي غونزاليس دي سيبايوس ودون غوتيير رويز دي بلانكيلو مع الكونت رودريغو الفرنكو
- القصة الخامسة والأربعون: ماذا حدث لرجل أصبح صديقًا وخادمًا للشيطان
- القصة السادسة والأربعون: ماذا حدث للفيلسوف الذي دخل بالصدفة إلى شارع تعيش فيه النساء السيئات
- القصة السابعة والأربعون: ماذا حدث للمغربي مع أخته التي قالت إنها خائفة للغاية
- القصة الثامنة والأربعون: ماذا حدث لمن اختبر أصدقاءه
- القصة التاسعة والأربعون: ماذا حدث للرجل الذي ترك عارياً في جزيرة في نهاية مدة ولايته
- القصة الخمسون: ماذا حدث لصلاح الدين مع امرأة من أتباعه
- القصة الحادية والخمسون: الخاتمة - ما حدث لملك مسيحي كان قويًا جدًا ومستكبرًا

### عبر وحكم قصص الكونت لوكانور
- لا تظنوا ولا تعتقدوا أن الرجال يقومون بشيء من أجل صديق يشكل عليهم خطراً.
- بمساعدة الله وبمشورة جيدة، يخرج الرجل من ضيقه ويحقق رغبته.
- بسبب انتقادات الناس، ما دمتم لا تفعلون شيئًا سيئًا، ابحثوا عن مصلحتكم ولا تدعوا أنفسكم تتأثر بذلك.
- من يشعر بأنه فارس يجب أن يقلد هذه القفزة، لا أن يكون محبوسًا في دير وراء الجدران العالية.
- من يجلس في مكان مريح، فلا يقم منه.
- من يرا فيك جمالاً ليس لديك، فإنه يسعى دائماً للاستفادة منك بطرق ما.
- يجب أن نقضي على الشرور في البداية، لأنه بمجرد أن تنمو، من سيستطيع إيقافها؟
- يمكنك الاعتماد على الحقائق المؤكدة، ولكن يجب أن تبتعدوا عن الأوهام.
- إذا لم تفكر مليًا بشأن من يجب أن تقرضه،فقط الأضرار الجسيمة يمكن أن تنتظرك.
- عندما تكون أراضيكم محمية من الضرر، تجنبوا حيل الغرباء.
- لا يُفزعكم الفقر، فسوف تجدون يومًا ما آخرين أفقر منكم.
- كلما ساعدت شخصًا على الصعود، كلما قل دعمه لك عندما تحتاج إليه.
- لا تشعر بالخوف أبدًا بدون سبب ودافع عن نفسك جيدًا كالرجل.
- مَن يُؤذيك، حتى لو كان ذلك بدون قصد، ابحث دائمًا عن طريقة لطرده.
- سوف تحب بشكل خاص الكنز الحقيقي، وفي النهاية ستحتقر الخير الزائل.
- لا تقرروا الهجوم مدفوعين بالخوف، فمن يعرف دائمًا الانتظار يعرف دائمًا الفوز.
- إذا فقدنا سمعتنا الطيبة من خلال الراحة والمتعة، في نهاية الحياة سوف نتعرض للعار.
- عندما تجد فرصة للربح، لا يجب أن تتردد كثيرًا في الاستفادة منها.
- لا تتذمر من ما يفعله الله، فسيكون لصالحك في الوقت الذي يشاءه الله.
- لا يجب أن تثق أبدًا في من كان يومًا ما عدوك، في أي شيء أو في أي وقت.
- لا تخاطر أبدًا بثروتك أو تعرضها للخطر بناءً على نصيحة من رجل يعيش في الفقر.
- لا تؤنب الشاب بقسوة، بل أرشده إلى طريقه بصراحة.
- لا تُفسِد صداقتك مع الناس النافعين بسبب أقوال أو أفعال بعض الكاذبين.
- لا تأكل دائمًا مما كسبت، لأنك في الفقر لن تموت مكرمًا.
- من خلال الكلمات والأفعال يمكنك معرفة ما سيصبح عليه الشباب في المستقبل.
- الرجل الحقيقي يحقق كل شيء لمصلحته، بينما الذي ليس كذلك يخسر دائمًا حقوقه.
- تجنبوا الكذب واعتنقوا الحقيقة، لأن من يعيش في الشر يجني الضرر.
- من البداية يجب على الرجل أن يعلم زوجته كيف تتصرف.
- حتى لو بدت الكثير من الأمور بلا سبب، فإنها عند النظر إليها عن كثب، تكون حقيقية جدًا!
- تحمل الأمور ما استطعت، وانتقم فقط عندما يجب عليك ذلك.
- لا تتوقف أبدًا عن أعمالك بسبب من لا يشكر إحسانك.
- إذا كان بإمكانك القيام بشيء مفيد جدًا، فلا تدعه يضيع مع مرور الوقت.
- من ينصحك بإخفاء أمور عن أصدقائك، يكون أكثر اهتمامًا بخداعك من مصلحتك.
- إذا منحك الله أمانًا عميقًا، فابذل جهدك لتحقيق السعادة الأبدية.
- لا تتدخل أبدًا في أماكن يكون فيها خطر، حتى لو كان لديك صديق حقيقي يساندك.
- إذا لم تظهر منذ البداية من أنت، فلن تتمكن أبدًا فيما بعد عندما ترغب في ذلك.
- لا يجب أن تتصرف أبدًا وأنت غاضب، فإن فعلت ذلك، فاعلم بأنك ستندم بالتأكيد.
- اعتبر هذا الأمر أكيد، فإنه حقيقة مثبتة: أن الكسل والشرف لا يتشاركان في نفس المكان.
- من يُخاطر بحياته بسبب الطمع، فليعلم أن ثرواته لن تدوم طويلاً.
- إذا كنت مضطرًا للحرب بأي حال من الأحوال، فاهجم على جارك، لا على من لديه قوة أكبر.
- افعل دائمًا الخير، لكن بنية صافية، إذا كنت ترغب في السماء، إذا كنت تبحث عن الخلاص.
- إذا قمت بعمل جيد لكنه لم يكن مهمًا، فكما أن الخير لا يموت أبدًا، فافعله بشكل أكبر إذا كان بإمكانك ذلك.
- إذا كنت ترغب في تجنب مثل هذه المصائب الكبيرة، فلا تسمح للكائنات الزائفة بإقناعك.
- لأن الخير ينتصر دائمًا على الشر بأسلحته، فاعلم أنه لا يجب على أحد مساعدة الشخص الشرير.
- لا تتوقف أبدًا عن فعل ما يجب عليك فعله، حتى لو لم يتصرف بعض الأشخاص بشكل لائق معك.
- مصير سيء ينتظر من لا يثق بالله ولا يتمتع بأملاً فيه.
- افعل الخير دائمًا دون أن تثير الشكوك، فهكذا سينتشر صيتك بين السماء.
- إذا كان شخص ما لا يريد مساعدتك، عندما يسألك شيء ما، أجب بأنك ستفعله.
- الإنسان لن يستطيع أن يجد صديقًا صالحًا إلا الله، الذي أراد أن يشتريه بدمه.
- لا تفقد أبدًا الآخر، الذي هو أكثر دوامًا وأبقى.
- افعل الخير خجلاً إذا أردت أن تعيش بشكل جيد، فالخجل هو أم كل حياة طيبة.
- الله يرفع الذين هم عادلون ومتواضعون، ويرفض الذين هم متكبرون.

### طبعات
- Enrique Moreno Báez, "El Conde Lucanor", Madrid, Editorial Castalia, 1976, ISBN 84-7039-024-4.
- El Códice de Puñonrostro: el Conde Lucanor y otros textos medievales, Madrid, Real Academia Española, 1992. ISBN 978-84-88292-05-6.
- Fernando Gómez Redondo, Libro del conde Lucanor, Madrid, Castalia, 1987.
- María Jesús Lacarra, El Conde Lucanor, Madrid, Espasa Calpe, 1999 (Austral, 21).
- Guillermo Serés, Germán Orduña, El conde Lucanor, Barcelona, Crítica, 1994 (Biblioteca Clásica, 6).
- Juan Vicedo (versión actualizada), Biblioteca virtual Cervantes.
- Agustín S. Aguilar, Víctor G. Ambrus, "El Conde Lucanor", Barcelona, Vicens Vives, 2006 (Clásicos Adaptados), ISBN 978-84-316-8029-9.

### فهرس
- Ayerbe Chaux, Reinaldo. El conde Lucanor: materia tradicional y originalidad creadora. Madrid: Porrúa,
- Barcia, Pedro Luis. Análisis de El conde Lucanor. Buenos Aires: Centro Editor de América Latina, 1968.
- Biglieri, Aníbal A. Hacia una poética del relato didáctico: Ocho estudios sobre El conde Lucanor. Chapel Hill: UNC Dept. of Romance Languages, 1989.
- Devoto, Daniel. Introducción al estudio de don Juan Manuel y en particular de El conde Lucanor: Una bibliografía. París: Ediciones Hispano-Americanas, 1972.
- Deyermond, Alan. «Introduction». Libro del conde Lucanor. Ed. Reinaldo Ayerbe-Chaux. Madrid: Alhambra, 1985. 3-49.
- Flory, David. El conde Lucanor: Don Juan Manuel en su contexto histórico. Madrid: Pliegos, 1995.
- Hammer, Michael Floyd. «Framing the Reader: Exemplarity and Ethics in the Manuscripts of the 'Conde Lucanor'». Ph.D. University of California at Los Angeles, 2004.
- Kaplan, Gregory B. «Innovation and Humor in Three of El Conde Lucanor's Most Amusing Exemplos: A Freudian Approach». Hispanófila 123 (1998): 1-15.
- Lida de Malkiel, María Rosa. «Tres notas sobre don Juan Manuel». Romance Philology 4.2-3 (1950): 155-94.
- Rodríguez, Enrique Jesús. «Machismo medieval. El Arcispreste de Hita y Don Juan Manuel: dos actitudes ante la mujer», Historia 16, 1981, 6 (67): 106-109.
- Ruffinatto, Aldo. La scrittura e il potere. Avviamento all'analisi del Conde Lucanor di don Juan Manuel, Torino, Pluriverso, 1993.
- Sturm, Harlan. «Author and Authority in El Conde Lucanor». Hispanófila 52 (1974): 1-10.
- ——. «The Conde Lucanor: The First Exemplo»" MLN 84 (1969): 286-92.
- Vasvari, Louise O. «'Hit the Cat and Tame the Bride': Shrew Taming as Wedding Ritual, East to West». American and British Interactions, Perceptions and Images of North America. Ed. Adel Manai. TSAS Innovation Series: American Center, Tunis, Tunisia, 2000. 122-40.
- Wacks, David.[2] eHumanista 4 (2004): 1-12.
- ——. «Don Yllán and the Egyptian Sorcerer: Vernacular commonality and literary diversity in medieval Castile». Sefarad 65.2 (2005): 413-33.
- .[3]

## روابط خارجية
- Wikisource contiene el texto original en español medieval del El conde Lucanor.
- Wikimedia Commons alberga una categoría multimedia sobre El conde Lucanor.
- La obra completa en la Biblioteca Virtual Miguel de Cervantes
- El libro de los enxiemplos del Conde Lucanor et de Patronio, edición crítica de Hermann Knust (Leipzig, 1900) que contempla todos los códices disponibles, en Internet Archive
- Libro de Patronio o El Conde Lucanor, edición crítica de Eugenio Krapf (Vigo, 1902) basada en el códice Puñonrostro, en Internet Archive
- El conde Lucanor, edición electrónica que reproduce la de la editorial Calleja, Madrid, 1920, en el Proyecto Gutenberg.
- Selecciones en español e inglés (edición pedagógica) con introducción, notas, y bibliografía en Open Iberia/América (antología pedagógica acceso libre)